# ایدیت رابرتس
ایدیت رابرتس (انگلیسی: Edith Roberts؛ ۱۷ سپتامبر ۱۸۹۹ – ۲۰ اوت ۱۹۳۵) یک هنرپیشه فیلم‌های صامت اهل ایالات متحده آمریکا بود.